# František Janouch
František Janouch (22. září 1931 Lysá nad Labem – 12. ledna 2024 Stockholm) byl český a švédský jaderný fyzik, autor populárních vědeckých děl, disident a zakladatel Nadace Charty 77, jíž byl také předsedou. Ještě jako středoškolský student vstoupil v roce 1948 do KSČ, odkud byl v době normalizace vyloučen a zbaven státního občanství.

## Osobní život

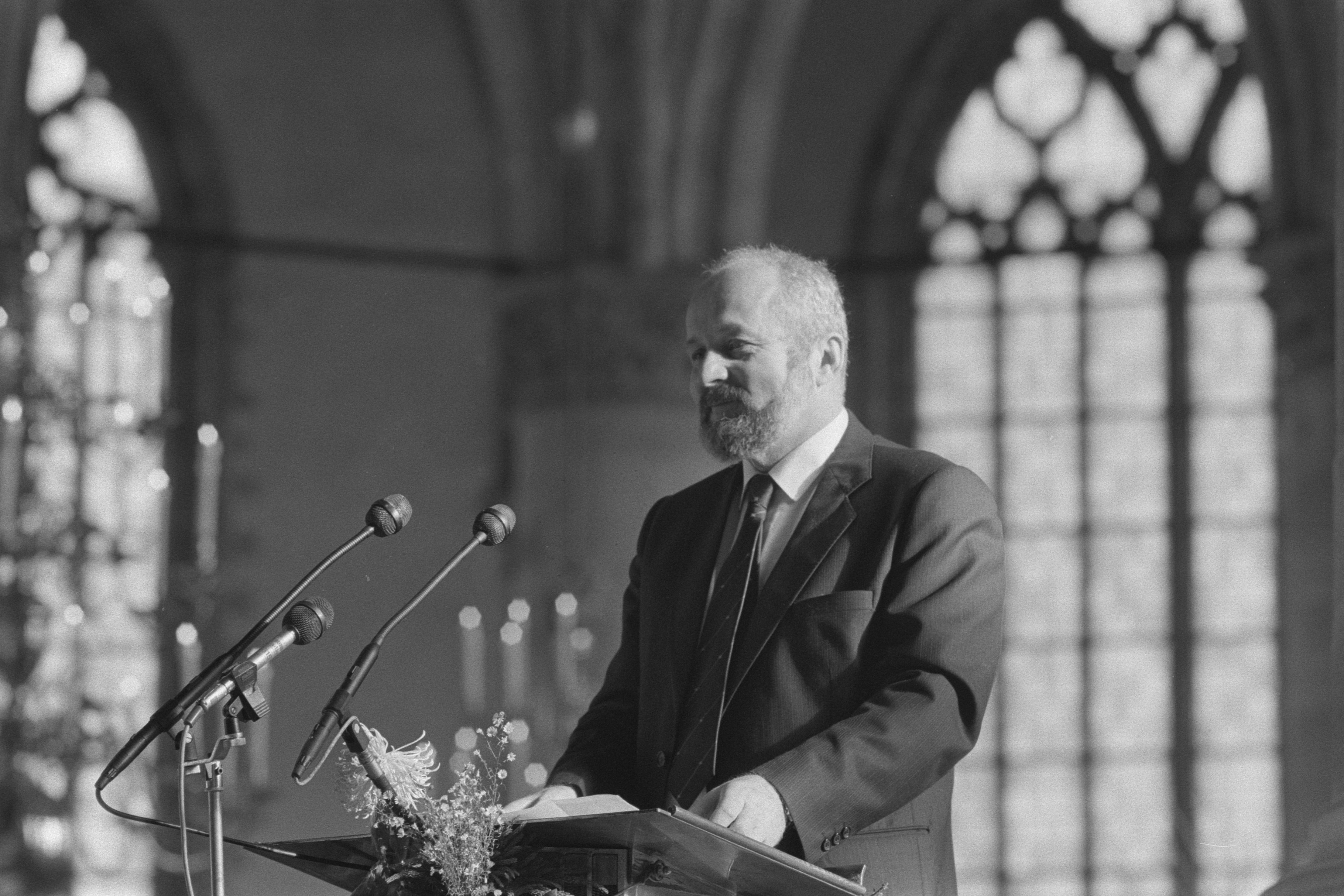
František Janouch (1986)

Na vysokoškolská studia odešel do SSSR, Vystudoval fyzikální fakultu Leningradské univerzity. Následovala aspirantura a kandidátská disertace na Lomonosovově univerzitě v Moskvě.
Po návratu do Československa byl vedoucím oddělení teoretické jaderné fyziky v ÚJF v Řeži, předsedou organizace KSČ tamtéž a docentem na MFF UK v Praze. Byl zakládajícím členem Evropské fyzikální společnosti a zástupcem jejího výkonného tajemníka.
V roce 1970 byl z politických důvodů vyhozen ze zaměstnání a bylo mu zakázáno přednášet na Karlově universitě. Po četných mezinárodních protestech mu bylo v roce 1974 umožněno odjet do zahraničí. Pracoval nejdříve v Niels Bohrově Institutu v Kodani, potom přijal hostující profesuru, kterou mu nabídla Švédská Královská akademie věd. Po skončení této profesury pro něj zřídila švédská vláda zvláštní místo vědeckého pracovníka ve Stockholmu. Přednášel na desítkách universit v mnoha zemích Evropy, USA a Asie; v roce 1985 byl povolán jako profesor, a členem řady vědeckých rad aby přednášel na Goetheho universitě ve Frankfurtu. V roce 1975 byl zbaven československého občanství, od roku 1979 byl poddaným Švédské koruny, v roce 1990 mu bylo československé občanství navráceno.
V roce 1978 ve Stockholmu spolu s dalšími založil Nadaci Charty 77, kterou vede až do současné doby.
V roce 1992 byl velvyslancem Československa a vedoucí československé delegace na Helsinské následné konferenci. V letech 1996–2000 zastupoval EU v Kyjevě jako evropský zástupce ředitele projektu Science and Technology Center in Ukraine.
Byl předsedou Nadace Charty 77, voleným členem sněmu AV ČR a členem vědeckých rad řady institucí. Vystupoval na veřejnosti, komentoval a publikoval, mj. i populárně vědecké články v časopise Vesmír. Uveřejnil kolem stovky vědeckých prací a několik set populárně vědeckých a polemických článků. Je autorem, spoluautorem či vydavatelem několika desítek knih, uveřejněných v mnoha zemích.
Dcera Katerina (Kateřina, * 1964), švédská spisovatelka, novinářka, žije ve Stockholmu. Syn Erik Kolman-Janouch (* 1971) je švédský architekt.

### Odborné publikace
- Selected Topics in Nuclear Theory – editoval F. Janouch, IAEA, Vídeň 1963 – ISBN B0000BON5T
- Seznam odborných publikací F. Janoucha na odborném portálu pro jadernou fyziku (6ks)

## Citát
- „František Janouch patří ke generaci, jejíž velká část nejprve uvěřila v nesmyslné ideály, aby z nich vzápětí vystřízlivěla se všemi osobními i pracovními důsledky.“ (Ján Sebechlebský, )